# Milena Sadowska
Milena Sadowska (ur. 23 lutego 1999) – polska modelka i wokalistka, Miss Polonia 2018.

## Życiorys
Milena Sadowska pochodzi z Babic. Studiowała dziennikarstwo i komunikację społeczną na Uniwersytecie Papieskim Jana Pawła II w Krakowie.
W listopadzie 2018 wygrała konkurs piękności Miss Polonia 2018. W grudniu 2019 reprezentowała Polskę na wyborach Miss World 2019 w Londynie, gdzie awansowała do półfinałowej 40tki, a w 2020 roku uczestniczyła w konkursie Miss Grand International w Tajlandii.
W lutym 2020 uczestniczyła w programie muzycznym TVP2 Star Voice. Gwiazdy mają głos. Śpiewała też w Jaka to melodia? i na Wakacyjnej Trasie Dwójki.
Działa również jako malarka pod pseudonimem Milly Sadovski. Jej prace były prezentowane w Dubaju, Marbelli oraz Konsulacie RP w Miami.